# 鳥取県立米子工業高等学校
鳥取県立米子工業高等学校（とっとりけんりつ よなごこうぎょうこうとうがっこう, 英: Tottori Prefectural Yonago Technical High School）は、鳥取県米子市に所在する県立の工業高等学校である。略称「べーこー」。

## 概要
歴史
1923年（大正12年）に開校した「鳥取県立工業学校」（実業学校）を前身とする。2013年（平成25年）に創立90周年を迎えた。
設置課程・学科
全日制課程 5学科（各科定員 38名）
- 機械科
- 電気科
- 情報電子科
- 環境エネルギー科
- 建設科 建築コース  土木コース

校章
校歌
歌詞は3番まであり、各番に校名の「米子工業高校」が登場する。
制服
2003年（平成15年）より、男女とも、グレーのブレザーにネクタイ、チェック柄の標準ズボン（男子）、プリーツスカート（女子）となっている。改定前は、男子は標準学生服（いわゆる学ラン）、女子は、黒に近い紺地に白線三本、紺のネクタイのセーラー服であった。男子は制服の襟の部分、女子はポケット部分に、校章及び科のマークのバッジを付けていた。
同窓会
「鳥取米工卍会」と称されている。東京、関西、東海、県内各地に支部を持つ。また「華の会」と称される出身女子の会も存在する。校内に同窓会館（米工会館）があり、1階は食堂・購買、2階には和室二部屋があり、部活動の合宿や、茶道部の部活動に使用されている。

## 沿革
設立にいたる経緯
- 1919年（大正8年）12月13日 - 通常鳥取県会に「県立工業学校設置に関する件」が意見書として提出され、議案となる。
- 1920年（大正9年）12月18日 -「米子町に県立工業学校設置に関する件」が意見書として提出され、議案となる。
- 1921年（大正10年）
  - 3月 - 鳥取県会より内務大臣・鳥取県知事宛に意見書が提出される。
  - この年度 - 次年度（大正11年度）県費予算に、設立の経費が計上される。
- 1922年（大正11年）
  - 6月 - 「鳥取県立工業学校」が設立が認可される。
  - 10月 - 初代校長に竹下俊夫が着任。
  - 11月 - 書記に足立重孝が採用される。
  - 12月 - 鳥取県立米子高等女学校（鳥取県立米子西高等学校の前身）の玄関右側の看護室を借用し、県立工業学校の開校事務を開始。

工業学校時代
- 1923年（大正12年）
  - 3月 - 本館が完成。
  - 4月1日 - 「鳥取県立工業学校」が博労町四丁目220番地（現在地）に開校。機械電気科・応用化学科の2学科を設置。
    - 機械電気科50名・応用化学科30名の入学が許可される。

  - 5月25日 - 開校式を挙行し、以後この日を開校記念日と制定。
- 1934年（昭和9年）6月30日 - 「鳥取県立米子工業学校」と改称。
- 1938年（昭和13年）3月31日 - 第二本科・機械科の設置が認可される。
- 1939年（昭和14年）4月14日 - 電気科の設置が認可される。
- 1940年（昭和15年）1月25日 - 電気機械科を機械科に改編。
- 1943年（昭和18年）4月20日 - 鳥取県立米子機械工養成所を併設。
- 1946年（昭和21年）3月1日 - 第二本科、鳥取県立米子機械工養成所を廃止。
- 1947年（昭和22年）4月1日 - 学制改革（六・三制の実施、新制中学校の発足）
  - 工業学校の募集を停止（1年生不在）。
  - 新制中学校を併設し（名称:鳥取県立米子工業学校併設中学校、以下・併設中学校）、工業学校1・2年修了者を新制中学校2・3年生として収容。
  - 併設中学校はあくまで経過措置として暫定的に設置されたため、在校生が2・3年生のみ（1年生不在）の中学校であった。
  - 工業学校3・4年生はそのまま工業学校に在籍し、その4・5年生となる（4年修了時点で卒業することもできた）。

新制工業高等学校
- 1948年（昭和23年）4月1日 - 学制改革（六・三・三制の実施、新制高等学校の発足）
  - 工業学校が廃止され、新制高等学校「鳥取県立米子工業高等学校」が発足。全日制課程 工業科を設置。
    - 工業学校卒業生（5年修了者）を新制高校3年生、工業学校4年修了者を新制高校2年生、併設中学校（3年修了者）を新制高校1年生として収容。
    - 併設中学校は新制高校に継承され（名称:鳥取県立米子工業高等学校併設中学校）、在校生は1946年（昭和21年）に工業学校へ最後に入学した3年生のみとなる。
- 1949年（昭和24年）
  - 3月31日 - 併設中学校を廃止（旧制4・5年から新制3年への修業年限の移行が完了）。
  - 4月1日 - 高校三原則に基づく鳥取県内公立高等学校の再編が行われ、総合制高等学校「鳥取県立米子西高等学校」の工業科となる。
    - 島根県立米子第一高等学校（旧制中学校を前身とする男子校）・島根県立第二高等学校（高等女学校を前身とする女子校）の2校と統合された。
    - 土木科を設置。
- 1952年（昭和27年）4月1日 - 「電波通信科」を設置。
- 1953年（昭和28年）4月1日 - 鳥取県立米子西高等学校より工業に関する学科が分離し、「鳥取県立米子工業高等学校」として独立（総合制を解消し再設置）。
- 1963年（昭和38年）4月1日 - 新設の鳥取県立境港工業高等学校[1]が校舎完成までの間、併設される。
- 1964年（昭和39年）2月20日 - 鳥取県立境港工業高等学校[1]の新校舎が完成し、併設を解消。
- 1973年（昭和48年）9月4日 - 鉄筋コンクリート造4階建ての新校舎が完成。
- 1976年（昭和51年）4月1日 - 電波通信科を「電子科」に改編。
- 1984年（昭和59年）
  - 3月20日 - 水球プールが完成。
  - 4月29日 - 野球場が完成。
- 1990年（平成2年）4月1日 - 機械科のうちの1学級を「電子機械科」に改編。
- 1991年（平成3年）4月1日 - 工業化学科を「材料科学科」に、電子科を「情報電子科」に改編。
- 1992年（平成4年）4月1日 - 機械科を廃止。
- 2003年（平成15年）4月1日 - 学科の改編を実施。
  - 制御系3学科（メカトロニクス科・パワーエレクトロニクス科・コンピュータテクノロジー科)と環境系2学科（環境テクノロジー科・環境デザイン科）の5学科。
- 2006年（平成18年）4月1日 - 学科の改編を実施。
  - 機械科・電気科・情報電子科・環境エネルギー科・建設科の5学科。
  - 上記のうち建築科は旧・鳥取県立境港工業高等学校[1]より移管される。
- 2011年（平成23年）2月 - 新校舎が完成し、移転を完了。

## 学校行事
学校祭
「米工祭」と呼ばれている。文化の部が2日間、体育の部が1日間、計3日間にわたり9月下旬から10月上旬に開催される。各クラスがユニフォームを制作する。かつてはクラスごとに張り子を制作するのが伝統であったが、2000年代に入り学校の造改築が進むと校地が狭くなり（グランド部分に校舎が建てられ、老朽化した校舎部分の一部を取り壊してグランドにするため）、張り子は制作されなくなった。
なお、体育祭では、33人リレー（仮称。人数は毎年変わる。その年度に一番生徒数の少ないクラスに合わせる。）が行われ、学年ごとのクラス（学科）対抗で、一人100mの、クラスのほぼ全員参加のリレーとなる。なお、女子生徒には15mのハンデが与えられる（女子は85m、クラスの最初に走る。女子が複数人出場する場合、そのクラスの始めに女子が続けて走る。）
球技大会
毎年秋に行われる。競技は固定しておらず、毎年、生徒会にて決定する。
強歩大会
毎年秋に行われていたが、1990年代末頃より行われなくなった。
応援練習
新入生に対して4月中の1週間、生徒会（應援團）による応援練習が行われていた。指導される曲目は、校歌、応援歌2曲である。この応援練習を乗り越えて真の米工生になったと言われる。以前は、竹刀・木刀等が使用されていたが、應援團による応援練習の在り方が問題視されるようになったため、1990年代末頃より、木刀・竹刀等は使用されなくなり、2000年代に入り、応援練習そのものが行われなくなった。

## 部活動
運動部
- 陸上部
- 卓球部
- スキー部
- ラグビー部
- バレーボール部
- 硬式野球部
- サッカー部
- テニス部
- バスケットボール部
- 軟式野球部
- ボート部
- ウエイトリフティング部
- ソフトテニス部
- 剣道部
- 山岳部
- バドミントン部
- 柔道部
- 弓道部
- 水泳同好会

文化部
- 映画研究部
- 演劇部
- 社会問題研究部
- 茶華道部
- 吹奏楽部
- JRC部
- 文芸部
- 美術部
- 将棋部
- 科学研究同好会
- PCP（コンピュータ）同好会
- MIC（マイコンカー）同好会
- ものづくり同好会

## 著名な出身者
卒業生
- 大塚祐司（野球選手。元阪急）昭和33年工業化学科卒業（34C）
- 金本秀夫（野球選手。阪急-元阪神）昭和37年機械科卒業（37M）
- 松原良明（野球選手。元近鉄）昭和42年工業化学科卒業（41C）
- 関守（大阪府議会議員）昭和42年機械科卒業（42M）
- 宮川大助（漫才師）昭和44年電波通信科卒業（44W）
- 本池秀夫（人形作家）昭和45年工業化学科卒業（45C）
- 角盈男（野球解説者・タレント。巨人-日本ハム-元ヤクルト）昭和50年電気科卒業（50E）
- 新上博巳（アクション俳優）昭和63年機械科卒業（63M）
- 木下桂（元サッカー選手、サッカー指導者。 川崎製鉄/ヴィッセル神戸-シアトル・サウンダーズ（英語版）（アメリカ合衆国）-SC鳥取（現・ガイナーレ鳥取）平成2年機械科卒業（H2M）
- 森山一保（漫画家）

指導者
- 大橋棣 元野球部コーチ。元阪神
- 木下勇 元野球部監督。元阪神